# ابرنواختر ۱۸۸۵
ابرنواختر ۱۸۸۵ ( به انگلیسی: SN1885A ) نخستین ابرنواختر خارج از کهکشان ما ، در بیستم اوت سال ۱۸۸۵، به کمک چندین رصدخانه، در کهکشان آندرومدا کشف شد. پیش از محو شدن این ابرنواختر، در فوریه سال ۱۸۹۰، فقط یک اخترشناس متوجه اهمیت آن شد.